# Jardin d'Acclimatation
Jardin d’Acclimatation er en forlystelsespark i det nordlige hjørne af Bois de Boulogne-skoven i Paris. Haven er oprettet som en zoologisk have af Napoleon III.

## Historie
Haven er oprettet efter et ønske fra Napoleon III om, at give sine undersåtter en lysthave, der kombinerer natur, frodige planter, eksotiske dyr og for også, at give en vis dannelse et strejf af etnologi, således var der ved åbningen indforskrevet et antal samer. Haven blev indviet 6. oktober 1860 i overværelse af Napoleon III og hans kejserinde Eugenie.
Under krigen i 1870 udbrød der imidlertid hungersnød i Paris, og det blev derfor nødvendigt, at slagte en del af dyrene.
Omkring år 1900 udviklede parken sig over imod en dyrepark, med fokus på uddannelsesmæssige og kulturelle funktioner, der blev således afholdt foredrag indenfor så forskellige emner som hygiejne, rejser, medicin og zoologi/botanik. Flere af dem blev illustreret med lysbilleder. På samme tid blev der opført flere nye forlystelser, deriblandt en friluftsbiograf, et cirkus og et koncertsted.
I 1952 omdefinerer man parkens formål; nu skal den være en promenade-park med fokus på friluftsliv og sport, men stadig med visse kulturelle funktioner. Man åbner bl.a et dukketeater og musée des Arts et Traditions populaires åbner udstilling i en bygning i parken. I 1971 åbnede man en lille bondegård, i 1973 åbnede teatret og i 1975 kunne man indvie Musée en Herbe, som er et kunstmuseum for børn.
I dag er parken en blanding af forlystelser for såvel voksne som børn, således findes der både et golf-træningscenter og et dukketeater. Der er flere kørende forlystelser deriblandt "det lille tog", som har kørt parken rundt siden 1880'erne. Derudover findes der 3 restauranter på området.

## Ekstern henvisning
- Officiel webside

- Wikimedia Commons har flere filer relateret til Jardin d'Acclimatation

48°52′39″N 02°15′47″Ø / 48.87750°N 2.26306°Ø